# Équipe du Vanuatu de beach soccer
L'équipe du Vanuatu de beach soccer est une sélection qui réunit les meilleurs joueurs vanuatais dans cette discipline.

## Palmarès
- Championnat d'Océanie
  - Finaliste en 2006, 2007 et 2009
  - 3e en 2013